# Атлетика на Летњим олимпијским играма 2008 — 1.500 метара за жене
Такмичење у трчању на 1.500 м за жене на Олимпијским играма 2008, одржано је на Олимпијском стадиону у Пекингу, од 21. августа до 23. августа. За такмичење се квалификовале 33 такмичке из 18 земаља.
Такмичење је обележио скандал, јер су све три такмичарке Русије Јулија Фоменко, Татјана Томашова и Јелена Соболева, суспендоване 31. јула 2008, због употребе допинг средстава Све три су биле фаворити за освајање медаља у Пекингу.
Квалификационе норме за учешће на играма су биле А = 4:07,00 и Б = 4,08, 00.
Нису постигнути врхунски резултати. Светски и олимпијски рекорд нису били угрожени, иако су постигнуту светски пре 15 а олимпијски пре 20 година. Постигнут је 1 национални, 6 личних и 4 рекорда сезоне (лична).

## Земље учеснице
| - Алжир (1) - Аустралија (2) - Бахаме (1) - Грчка (1) - Гвинеја Бисао (1) - Етиопија (2) |  | - Јужноафричка Република (1) - Кенија (3) - Кина (1) - Мароко (3) - Намибија (1) - Пољска (3) |  | - Русија (1) - Сједињене Америчке Државе (3) - Словенија (1) - Шпанија (2) - Уједињено Краљевство (3) - Украјина (3) |

## Сатница
| Датум            | Време | Коло          |
| ---------------- | ----- | ------------- |
| 21. август 2011. | 19:00 | Квалификације |
| 23. август 2011. | 19:50 | Финале        |

## Рекорди пре почетка такмичења
(20. августа 2008)
| Светски рекорд    | 1:53,28 | Ћу Јунсја  | Кина        | Пекинг, Кина       | 11. септембар 1993. |
| Олимпијски рекорд | 1:53,43 | Паула Иван | СР Румунија | Сеул, Јужна Кореја | 1. октобар 1988.    |

## Освајачице медаља
|                          |                          |                           |
| Ненси Џебет Лагат Кенија | Ирина Лишчинска Украјина | Наталија Тобијас Украјина |

## Резултати

### Квалификације
Такмичарке су биле подељене у 3 квалификационих група по 11. У финале су се пласирале прве три из сваке групе (КВ) и 3 по постигнутом резултату (кв).
| Пласман | Група | Атлетичарка        | Држава                    | Време   | Белешке |
| ------- | ----- | ------------------ | ------------------------- | ------- | ------- |
| 1       | 3     | Ненси Џебет Лагат  | Кенија                    | 4:03,02 | КВ, ЛРС |
| 2       | 3     | Наталија Тобијас   | Украјина                  | 4:03,19 | КВ, ЛРС |
| 3       | 3     | Лиза Добриски      | Уједињено Краљевство      | 4:03,22 | КВ, ЛР  |
| 4       | 3     | Шенон Роубери      | Сједињене Америчке Државе | 4:03,89 | кв      |
| 5       | 3     | Ана Алминова       | Русија                    | 4:04,66 | кв      |
| 6       | 1     | Марјам Јусуф Џамал | Брунеј                    | 4:05,14 | КВ      |
| 7       | 1     | Наталија Родригез  | Шпанија                   | 4:05,30 | КВ      |
| 8       | 1     | Сихам Хилали       | Мароко                    | 4:05,36 | КВ, ЛРС |
| 9       | 1     | Ана Мишченко       | Украјина                  | 4:05,61 | кв, ЛР  |
| 10      | 1     | Сара Џејмисон      | Аустралија                | 4:06,64 |         |
| 11      | 1     | Стефани Твел       | Уједињено Краљевство      | 4:06,68 |         |
| 12      | 1     | Ана Јакубчак       | Пољска                    | 4:07,33 |         |
| 13      | 3     | Силвија Ејдис      | Пољска                    | 4:08,37 |         |
| 14      | 3     | Рене Калмер        | Јужноафричка Република    | 4:08,41 |         |
| 15      | 3     | Соња Роман         | Словенија                 | 4:08,52 |         |
| 16      | 3     | Љу Ћинг            | Кина                      | 4:09,27 |         |
| 17      | 1     | Кристин Вурт-Томас | Сједињене Америчке Државе | 4:09,70 |         |
| 18      | 1     | Ајрин Џелагат      | Кенија                    | 4:09,92 |         |
| 19      | 3     | Мешкерем Асефа     | Етиопија                  | 4:10,04 |         |
| 20      | 2     | Ирина Лишчинска    | Украјина                  | 4:13,60 | КВ      |
| 21      | 2     | Ирис Фуентес-Пила  | Шпанија                   | 4:14.10 | КВ      |
| 22      | 2     | Бтисам Лахуад      | Мароко                    | 4:14,34 | КВ      |
| 23      | 2     | Сузан Скот         | Уједињено Краљевство      | 4:14,66 |         |
| 24      | 1     | Констадина Ефедаки | Грчка                     | 4:15,02 |         |
| 25      | 2     | Виола Кибивот      | Кенија                    | 4:15,62 |         |
| 26      | 2     | Гелете Бурка       | Етиопија                  | 4:15,77 |         |
| 27      | 2     | Агнес Самарија     | Намибија                  | 4:15,80 |         |
| 28      | 2     | Ерин Донохју       | Сједињене Америчке Државе | 4:16,05 |         |
| 29      | 2     | Лиса Кориган       | Аустралија                | 4:16,32 |         |
| 30      | 1     | Нахида Туами       | Алжир                     | 4:18,99 |         |
| 31      | 2     | Лидија Хојецка     | Пољска                    | 4:19,57 |         |
| 32      | 3     | Бушра Шаби         | Мароко                    | 4:19,89 |         |
| 33      | 2     | Домингас Тоња      | Гвинеја Бисао             | 5:05,76 | НР      |

### Финале
| Пласман | Атлетичарка        | Држава                    | Време   | Белешке |
| ------- | ------------------ | ------------------------- | ------- | ------- |
|         | Ненси Џебет Лагат  | Кенија                    | 4:00,03 | ЛР      |
|         | Ирина Лишчинска    | Украјина                  | 4:01,63 |         |
|         | Наталија Тобијас   | Украјина                  | 4:01,78 | ЛР      |
| 4       | Лиза Добриски      | Уједињено Краљевство      | 4:02,10 | ЛР      |
| 5       | Марјам Јусуф Џамал | Брунеј                    | 4:02,71 |         |
| 6       | Наталија Родригез  | Шпанија                   | 4:03,19 | ЛРС     |
| 7       | Шенон Роубери      | Сједињене Америчке Државе | 4:03,58 |         |
| 8       | Ирис Фуентес-Пила  | Шпанија                   | 4:04,86 |         |
| 9       | Ана Мишченко       | Украјина                  | 4:05,13 | ЛР      |
| 10      | Сихам Хилали       | Мароко                    | 4:05,57 |         |
| 11      | Ана Алминова       | Русија                    | 4:06,99 |         |
| 12      | Бтисам Лахуад      | Мароко                    | 4:07,25 |         |

### Пролазна времена
| Пролаз  | Атлетичарка        | Земља  | Резултат |
| ------- | ------------------ | ------ | -------- |
| 400 м   | Ана Алминова       | Русија | 1:05,90  |
| 800 м   | Ана Алминова       | Русија | 2:13,70  |
| 1.200 м | Марјам Јусуф Џамал | Брунеј | 3:16,41  |